# Kaštelir-Labinci
Kaštelir-Labinci (italsky Castellier-Santa Domenica) opčina v Chorvatsku v Istrijské župě. Je pojmenována podle vesnic Kaštelir a Labinci, které spolu i s ostatními vesnicemi v opčině (kromě vesnic Cerjani, Dvori a Rogovići, které leží mimo) tvoří de facto jediné sídlo. V roce 2011 žilo v opčině 1 463 obyvatel, z toho 329 v Kašteliru (který je správním střediskem opčiny) a 294 ve vesnici Labinci.
Součástí opčiny je celkem 15 trvale obydlených vesnic.
- Babići – 75 obyvatel
- Brnobići – 152 obyvatel
- Cerjani – 20 obyvatel
- Deklići – 38 obyvatel
- Dvori – 51 obyvatel
- Kaštelir – 329 obyvatel
- Kovači – 52 obyvatel
- Krančići – 73 obyvatel
- Labinci – 294 obyvatel
- Mekiši kod Kaštelira – 21 obyvatel
- Rogovići – 101 obyvatel
- Rojci – 65 obyvatel
- Roškići – 61 obyvatel
- Tadini – 65 obyvatel
- Valentići – 66 obyvatel

Opčinou procházejí župní silnice Ž5040 a Ž5041, nedaleko též prochází dálnice A9. Napojení na železniční síť neexistuje.